# Waxham
Waxham är en by i civil parish Sea Palling, i distriktet North Norfolk, i grevskapet Norfolk i England. Byn är belägen 27 km från Norwich. Waxham var en civil parish fram till 1935 när blev den en del av Palling. Civil parish hade 84 invånare år 1931. Byn nämndes i Domedagsboken (Domesday Book) år 1086, och kallades då Wacstanest/Wacstenesham/Wactanesham.